# Mahébourg
Mahébourg è una città situata sulla costa sud-orientale di Mauritius, capoluogo del distretto di Grand Port. Secondo il censimento del 2000, conta 15 753 abitanti.
La città prende il nome da Bertrand-François Mahé de La Bourdonnais (1699–1753), amministratore ed ufficiale al servizio della Compagnia francese delle Indie orientali.